# Kai Taylor
Kai Taylor (South Brisbane, 18 de agosto de 2003) é um nadador australiano.

## Carreira
Kai Taylor é filho da nadadora Hayley Lewis. Taylor se formou na Griffith University em 2024 e nadou no St Peters Western Swim Club em Brisbane.
Em abril de 2023, Taylor venceu os 200 metros livres no Campeonato Australiano. No Campeonato Mundial em Fukuoka, a equipe de revezamento 4 x 100 metros livre com Jack Cartwright, Flynn Southam, Kai Taylor e Kyle Chalmers venceu. Matthew Temple recebeu ouro por seus esforços no calor. Nos 200 metros livres, Taylor foi eliminado na 20ª colocação nas mangas. No revezamento 4 x 200 metros livre, Kai Taylor, Kyle Chalmers, Alexander Graham e Thomas Neill ficaram em terceiro, com Flynn Southam e Elijah Winnington nadando na bateria preliminar. No revezamento 4 x 100 metros medley, Bradley Woodward, Sam Williamson, Matthew Temple e Kai Taylor nadaram o terceiro tempo mais rápido. Na final, Bradley Woodward, Zac Stubblety-Cook, Matthew Temple e Kyle Chalmers ficaram em terceiro, atrás da equipe de revezamento dos EUA e dos chineses.
Em fevereiro de 2024, no Campeonato Mundial em Doha, Taylor terminou em nono nas semifinais dos 200 metros livres, 0,14 segundos antes de chegar à final. Ele ficou em 13º nos 100 metros livres. O revezamento 4 x 100 metros medley também perdeu a final ao terminar em nono. O revezamento 4 x 100 metros livre misto com Kai Taylor, Jack Cartwright, Alexandria Perkins e Abbey Harkin chegou à final com o terceiro tempo mais rápido. Na final, Kai Taylor, Jack Cartwright, Brianna Throssell e Shayna Jack ficaram em segundo lugar, atrás da equipe de revezamento chinesa. Cinco meses depois, nos Jogos Olímpicos de Paris, o revezamento 4 x 100 metros livre com Jack Cartwright, William Yang, Flynn Southam e Kyle Chalmers chegou à final com o segundo tempo mais rápido. Na final, o quarteto dos Estados Unidos venceu por um segundo à frente de Cartwright, Southam, Kai Taylor e Chalmers. No revezamento 4 x 200 metros livre, Kai Taylor, Zac Incerti, Flynn Southam e Thomas Neill foram os quartos mais rápidos na corrida preliminar. Na final, Maximillian Giuliani, Flynn Southam, Elijah Winnington e Thomas Neill nadaram para o terceiro lugar, atrás da equipe de revezamento britânica e norte-americana.